# Provincia de Béchar
Béchar  (en árabe: ولاية بشار) es uno de los valiatos de Argelia. Su capital es la ciudad de Béchar. Tiene un área total de 60.050 km² y una población de 251.657 habitantes (2005).

## Localidades con población de abril de 2008
- Abadla 13,636
- Béchar 165,627
- Béni Abbès 10,885
- Beni Ikhlef 2,459
- Beni Ounif 10,732
- Boukaïs 970
- El Ouata 7,343
- Erg Ferradj 4,406
- Igli 6,682
- Kenadsa 13,492
- Kerzaz 5,028
- Ksabi 3,187
- Lahmar 1,969
- Mechraa Houari Boumedienne 3,091
- Meridja 592
- Mougheul 635
- Ouled Khoudir 4,251
- Tabelbala 5,121
- Taghit 6,317
- Tamtert 1,249
- Timoudi 2,389

## División administrativa
La provincia está dividida en 12 dairas (distritos), que a su vez se dividen en 21 comunas (ciudades); que son: Abadla, Béchar, Beni Abbes, Beni Ikhlef, Beni Ounif, Boukais, El Ouata, Erg Ferradj, Ighil, Kenadsa, Kerzaz, Ksabi, Lahmar, Mechraa Houari Boumedienne, Meridja, Mogheul, Ouled Khoudir, Tabelbala, Taghit, Tamtert y Timoudi.

## Geografía
Este valiato se encuentra en la región de Saoura.
- Límites geográficos:
  - Norte: Provincia de Naama;
  - Este: Provincia de El Bayadh;
  - Sur: Provincia de Adrar y de Béni Abbès;
  - Oeste: Reino de Marruecos.